# Elezioni regionali in Friuli-Venezia Giulia del 2018
Le elezioni regionali italiane del 2018 in Friuli Venezia Giulia si sono svolte il 29 aprile. Sono state le dodicesime nella storia della regione, e le quarte con l'elezione diretta del Presidente della Giunta regionale.
È stato eletto alla presidenza Massimiliano Fedriga, sostenuto dalla coalizione di centro-destra, che ha ottenuto oltre il 57% delle preferenze, staccando di oltre 160.000 voti il secondo classificato, Sergio Bolzonello, candidato espresso dal centro-sinistra, e vicepresidente della giunta uscente. Il Presidente uscente del Friuli-Venezia Giulia, Debora Serracchiani, aveva annunciato la sua volontà di non ricandidarsi.
Tra le liste il partito più votato è risultata la Lega, partito che esprime il candidato vincitore, col 34,87% dei suffragi, davanti al Partito Democratico, col 18,11%, e Forza Italia, che ottiene il 12,11%. Tra i gruppi di liste, il centro-destra ha raccolto il 62,71% dei voti, davanti al centro-sinistra (26,12%).
Per l'elezione del Presidente e del Consiglio regionale gli aventi diritto al voto erano 1.107.415, suddivisi in 1.369 sezioni elettorali. Si sono recati al voto 549.390 elettori, pari al 49,61%.
Contemporaneamente alle elezioni per il rinnovo del consiglio regionale, si sono tenute anche quelle per l'elezioni dei consigli e dei sindaci comunali di 19 comuni. Si sono tenute inoltre i referendum consultivi sulle modifiche di alcune circoscrizioni comunali.
A seguito del passaggio, avvenuto il 1º gennaio 2018, di Sappada dal Veneto al Friuli-Venezia Giulia, per la prima volta i cittadini di questo comune sono chiamati a contribuire all'elezione del consiglio regionale e del presidente del Friuli-Venezia Giulia.

## Legge elettorale

### Il tentativo di modifica della legge elettorale
Nel corso del 2017 venne discussa, all'interno del Consiglio Regionale, una proposta di modifica della legge elettorale regionale. Le principali modifiche riguardano l'introduzione di un tetto al numero di mandati di ciascun consigliere, della doppia preferenza di genere, nonché della possibilità, data ai sindaci, di candidarsi alle elezioni regionali, senza dover, anticipatamente, dimettersi dalla carica. A seguito del mancato accordo all'interno della maggioranza, e dell'assenza di sostegno da parte delle opposizioni, le proposte vennero fatte decadere.

### Sistema elettorale

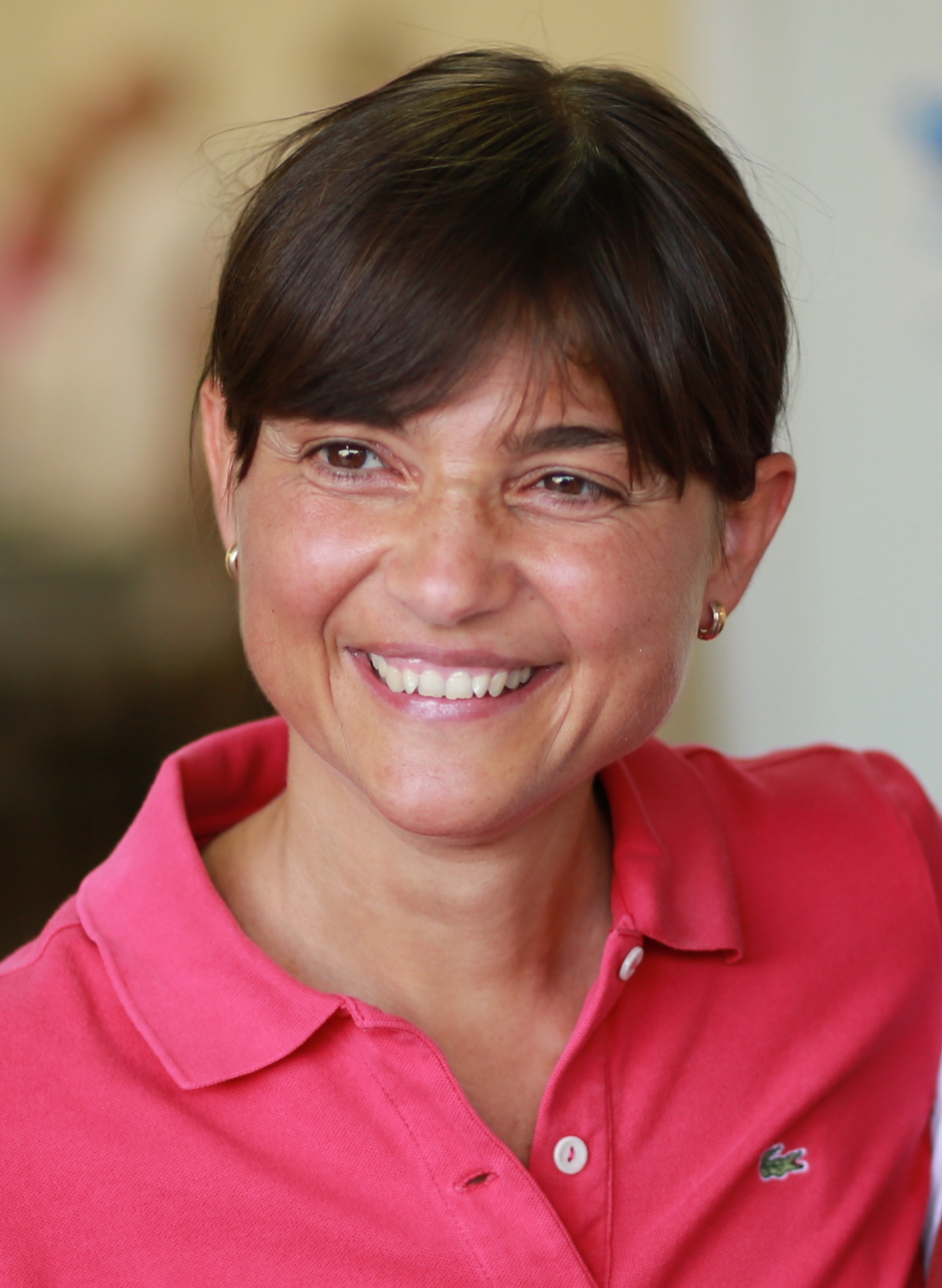
Il Presidente della Regione uscente, Debora Serracchiani, ha deciso di non ricandidarsi alla carica.

#### Consiglieri da eleggere
Lo Statuto speciale, come modificato con la Legge Costituzionale 7 febbraio 2013, n. 1 (Modifica dell'articolo 13 dello Statuto speciale della regione Friuli-Venezia Giulia, di cui alla legge costituzionale 31 gennaio 1963, n. 1.), prevede che il numero dei consiglieri regionali sia "determinato in ragione di uno ogni 25.000 abitanti o frazione superiori a 10.000, secondo i dati desunti dall'ultima rilevazione ufficiale dell'Istat". L'Istituto nazionale di statistica, il 17 gennaio 2018, ha confermato che l'ultimo dato ufficiale disponibile è relativo all'anno 2016 (riferito al 31 dicembre) ed è pari a 1.220.510 abitanti, compreso il comune di Sappada che, come noto, prenderà parte, per la prima volta, alle elezioni regionali. Il nuovo consiglio regionale sarà composto, come quello eletto nel 2013, da 49 consiglieri, di cui 47 eletti nelle cinque circoscrizioni elettorali, in cui è suddiviso il territorio regionale, ai quali si aggiungono il candidato eletto presidente della Regione e il candidato presidente che ha ottenuto un numero di voti validi immediatamente inferiore.

#### Premio di maggioranza
Le principali disposizioni normative applicabili alle elezioni del Presidente della Regione e del Consiglio regionale sono contenute nelle leggi regionali 18 giugno 2007, n. 17 (Determinazione della forma di governo della Regione Friuli Venezia Giulia e del sistema elettorale regionale, ai sensi dell'articolo 12 dello Statuto di autonomia) e 18 dicembre 2007, n. 28 (Disciplina del procedimento per la elezione del Presidente della Regione e del Consiglio regionale). La disciplina dei casi di incandidabilità alle cariche di Presidente della Regione e di Consigliere regionale è contenuta nel Decreto Legislativo n. 235 del 31 dicembre 2012 (Testo unico delle disposizioni in materia di incandidabilità e di divieto di ricoprire cariche elettive e di Governo conseguenti a sentenze definitive di condanna per delitti non colposi, a norma dell'articolo 1, comma 63, della legge 6 novembre 2012, n. 190.).
Secondo la legge elettorale viene eletto Presidente il candidato che ha ottenuto il maggior numero di voti validi. In merito all'attribuzione dei seggi alle singole liste, vengono ammesse alla ripartizione qualora si trovano nelle seguenti tre condizioni:
- abbiano ottenuto almeno il 4% dei voti su base regionale;
- abbiano ottenuto almeno l'1,5% su base regionale e faccia parte di una coalizione che abbia ottenuto almeno il 15%;
- abbiano ottenuto in una circoscrizione pari ad almeno il 20% dei voti.

L'Ufficio centrale regionale deve verificare se la distribuzione proporzionale dei seggi soddisfa le seguenti due condizioni:
- il gruppo di liste o la coalizione di gruppi di liste collegate al candidato eletto Presidente ha ottenuto un numero di seggi che, considerando anche il seggio già attribuito al candidato eletto Presidente, corrisponde al 60% per cento dei seggi del Consiglio, nel caso in cui il Presidente sia stato eletto con più del 45% dei voti o almeno al 55% dei seggi, nel caso in cui il Presidente sia stato eletto con una percentuale di voti pari o inferiore al 45%;
- il gruppo o i gruppi di liste non collegati al candidato eletto Presidente hanno complessivamente ottenuto un numero di seggi che, considerando anche il seggio già attribuito al candidato Presidente primo dei non eletti, corrisponde al 40% dei seggi del Consiglio.

Nel caso in cui risulti che il gruppo di liste o la coalizione di gruppi di liste collegate candidato eletto Presidente ha ottenuto un numero di seggi inferiore al 60% o al 55%, scatta il “premio di maggioranza” che comporta l'attribuzione ai gruppi di liste di maggioranza della prescritta percentuale di seggi e l'attribuzione dei restanti seggi agli altri gruppi di liste.
Nel caso in cui dalla verifica risulti che il gruppo o i gruppi di liste non collegati al candidato eletto Presidente hanno ottenuto un numero di seggi inferiore al 40%, scatta la “garanzia per le minoranze”, che comporta l'attribuzione ai gruppi di liste di minoranza del 40% dei seggi e l'attribuzione dei restanti seggi agli altri gruppi di liste.

#### Seggio alla minoranza slovena
Nel caso in cui un gruppo di liste espressione della minoranza slovena non abbia ottenuto almeno un seggio per effetto delle operazioni di attribuzione dei seggi, le operazioni devono essere ripetute, a condizione che il gruppo di liste:
- abbia dichiarato, in occasione della presentazione delle candidature, il collegamento con un altro gruppo di liste della medesima coalizione;
- abbia ottenuto una cifra elettorale regionale non inferiore all'1% dei voti validi.

Nel ripetere le operazioni di attribuzione dei seggi, l'Ufficio centrale regionale somma le cifre elettorali del gruppo di liste espressivo della minoranza slovena e del gruppo di liste con lo stesso collegato, considerando i due gruppi come un unico gruppo.
Uno dei seggi così ottenuti dall'insieme costituito dai due gruppi è attribuito al gruppo espressivo della minoranza slovena.

#### Ripartizione in circoscrizioni
Le circoscrizioni elettorali in cui è diviso il comprensorio regionale sono Udine, Trieste, Pordenone, Gorizia e Tolmezzo.
Il comune di Sappada, che per la prima volta partecipa alle elezioni regionali, è aggregato alla circoscrizione di Tolmezzo. Ciò non modifica il numero dei seggi attribuiti alle varie circoscrizioni.
| Circoscrizione | Residenti | Seggi attribuiti |
| -------------- | --------- | ---------------- |
| Trieste        | 232.601   | 9                |
| Gorizia        | 140.143   | 5                |
| Udine          | 456.186   | 18               |
| Tolmezzo       | 80.550    | 3                |
| Pordenone      | 310.811   | 12               |
| Totale         | 1.220.291 | 47               |

A questi vanno aggiunto due seggi: uno attribuito al candidato risultato eletto come Presidente della Giunta, e uno al secondo per numero di voti.

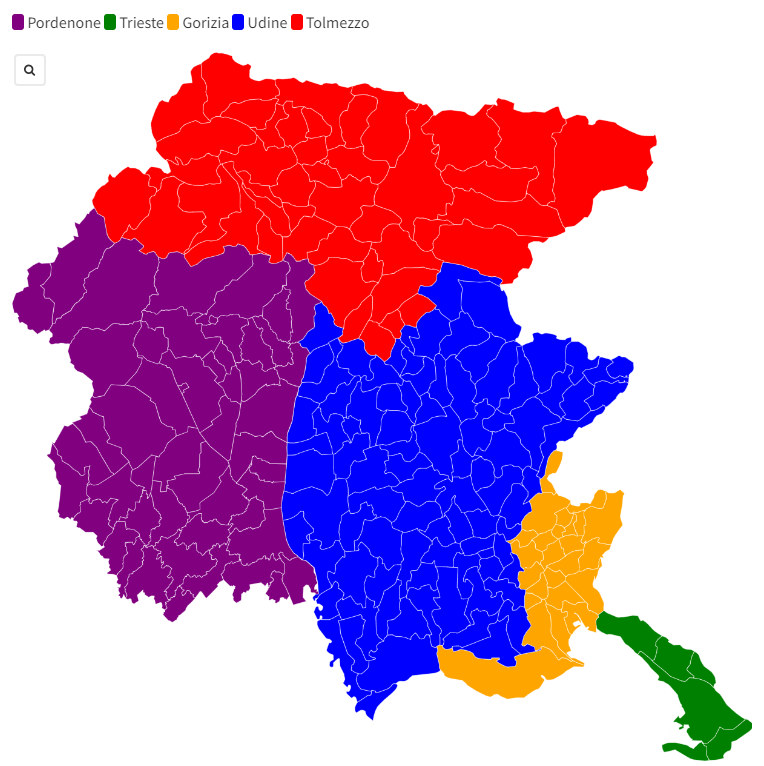
Le cinque circoscrizioni.

### Modalità di voto
La legge prevede tre possibili modalità di espressione del voto:
- Scelta del solo candidato presidente. Si traccia un segno sul nome del candidato presidente o sul simbolo associato al nome. In questo caso il voto non si estende alle liste collegate, anche nel caso vi sia una sola lista;
- Scelta del candidato presidente e di una lista. Si traccia un segno sul nome del candidato presidente o sul simbolo associato al nome e un segno sul simbolo della lista. Nel caso in cui si tracci solo un segno sul simbolo della lista, il voto si estende anche al candidato presidente ad essa collegato. È possibile anche effettuare il voto disgiunto tracciano un segno sul nome di un candidato presidente o sul simbolo associato al nome e un segno sul simbolo di una lista ad esso non collegata;
- Scelta del candidato presidente, di una lista e di un candidato consigliere. Si traccia un segno sul nome del candidato presidente o sul simbolo associato al nome, un segno sul simbolo della lista e si scrive il cognome del candidato consigliere a fianco del simbolo della lista. Il candidato consigliere deve fare parte della lista. Nel caso si scriva solo il cognome del candidato consigliere, il voto si estende sia alla lista che al candidato presidente ad essa collegato.

Le operazioni di votazione si svolgono la domenica dalle 07:00 alle 23:00.
Il colore della scheda per le elezioni regionali è azzurro - pantone 278U.

## Principali avvenimenti

### Scelta della data

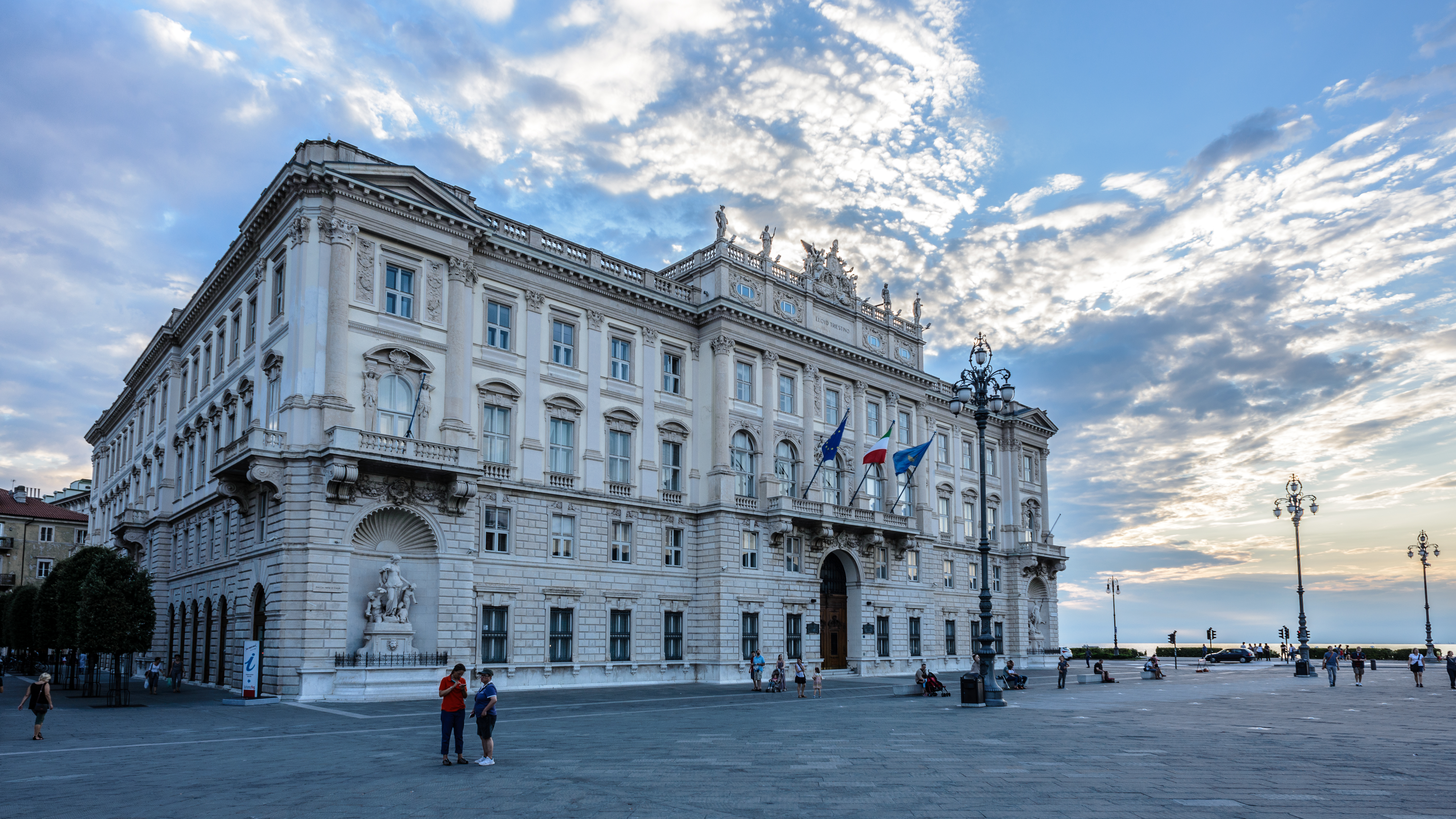
Il palazzo della Giunta regionale del Friuli-Venezia Giulia.

La data del 29 aprile è stata formalizzata il 16 febbraio con la delibera n. 289 della Giunta regionale, una settimana dopo l'annuncio. Inizialmente era stata prospettata l'ipotesi del 6 maggio, data in cui ricorre l'anniversario della prima scossa del terremoto del Friuli del 1976. Successivamente si è posta la questione se tale data rientri fra quelle ammesse dallo Statuto regionale, che prevede come finestra di voto, il periodo compreso tra la quarta domenica precedente e la seconda domenica successiva, rispetto al compimento della legislatura.
Essendosi, nel 2013, tenute le elezioni regionali nelle giornate di domenica 21 e lunedì 22 aprile, secondo l'interpretazione della Giunta regionale, supportata dal Governo, tale finestra va calcolata dal 21 aprile, perciò si estende tra il 25 marzo e il 29 aprile. È stata rigettata la possibilità che le elezioni regionali possano tenersi nella stessa data delle elezioni politiche italiane, come richiesto da una mozione del Movimento 5 Stelle. Secondo la giunta regionale tale accorpamento sarebbe stato possibile solo anticipando la chiusura naturale della consiliatura, cosa che avrebbe messo a rischio alcuni accordi finanziari col governo centrale, non ancora finalizzati. Inoltre ciò avrebbe potuto causare confusione agli elettori, essendo i sistemi elettorali, nazionale e regionale, diversi.
Tale decisione è stata oggetto di critiche da parte delle opposizioni, secondo cui tale scelta costerà tra i 3 e i 5 milioni. Anche l'ex presidente della Regione Riccardo Illy, che nel 2008 si dimise in anticipo, per permettere l'abbinamento con le elezioni politiche, ha stigmatizzato la scelta. La data è stata critica anche per la vicinanza con la festività del Primo maggio, e la possibilità che la presenza di alcuni giorni festivi possa disincentivare la partecipazione al voto. La Giunta regionale ha giustificato la scelta per la volontà di non penalizzare il calendario scolastico e le famiglie degli alunni.
Contemporaneamente alle elezioni per il rinnovo del consiglio regionale, si terranno anche quelle per il rinnovo, a scadenza, dei consigli comunali di 12 comuni (6 nell'ex Provincia di Pordenone e 6 nell'ex Provincia di Udine), tra cui la stessa Udine, unico ex capoluogo di provincia, nonché uno dei due comuni con più di 15.000 abitanti, assieme a Sacile, nel quale può essere previsto un turno di ballottaggio per l'elezione del sindaco. A questi si aggiungono altri 7 comuni, di cui due, Fiumicello Villa Vicentina e Treppo Ligosullo, costituiti dal 1º febbraio 2018. Per gli altri 5 si tratta di amministrazioni sciolte, prima della loro scadenza naturale, in quanto i rispettivi sindaci hanno deciso di candidarsi alle elezioni regionali. Si terranno inoltre i referendum consultivi sulle modifiche di alcune circoscrizioni comunali, ovvero sulla richiesta di fusione tra i comuni di Aquileia e Terzo d'Aquileia e quella tra Raveo e Villa Santina.

### Presentazione delle candidature
Il deposito deve essere effettuato dalle ore 8.00 alle ore 20.00 del trentaseiesimo giorno (24 marzo) e dalle ore 8.00 alle ore 12.00 del trentacinquesimo giorno (25 marzo) antecedente la data delle elezioni.

## Composizione degli schieramenti e delle candidature

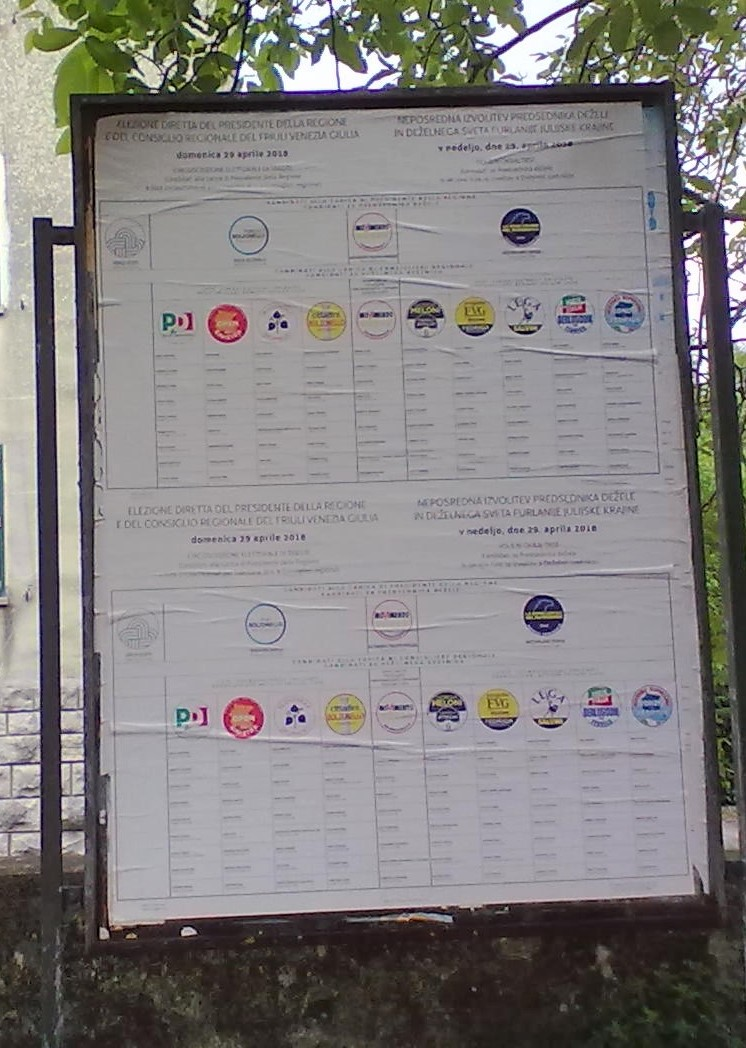
Tabella elettorale che riporta i candidati e le liste presenti nella circoscrizione di Trieste.

### Coalizione di centro-sinistra
Il Partito Democratico, stante la decisione del Presidente della Regione di non ricandidarsi, 
decide di aprire a candidature alla carica. Il solo che raccoglie le firme necessarie per presentare la candidatura è il vicepresidente della Regione, Sergio Bolzonello, che diventa così il candidato del partito. Il 23 febbraio il Partito Democratico firma un protocollo d'intesa con la Slovenska Skupnost, il partito della minoranza slovena, che decide di appoggiare Bolzonello per la corsa. La candidatura viene sostenuta anche da Open Sinistra FVG, coalizione a cui si associa anche Articolo 1 - Movimento Democratico e Progressista. La candidatura è sostenuta anche dalla lista Cittadini per il presidente.
Alessandra Guerra, già presidente della Regione tra il 1994 e il 1995, poi candidata per il centro-destra nel 2003, aveva annunciato la sua candidatura, sostenuta dai Verdi. I Verdi hanno poi tentato, senza successo, di raccogliere le firme per presentarsi a sostegno della candidatura di Sergio Bolzonello. Il movimento ha poi accusato il PD di scarso sostegno per la raccolta di firme.

### Movimento 5 Stelle
Il Movimento 5 Stelle sceglie, attraverso una votazione online il 7 marzo, i candidati al consiglio regionale. Per la definizione del candidato alla presidenza, non si procede a elezioni, in quanto è pervenuta una sola candidatura valida, quella di Alessandro Fraleoni Morgera. L'altro candidato in pectore, Fabrizio Luches, è stato escluso. Luches ha criticato la decisione, definendola immotivata. Il movimento ha giustificato la scelta col fatto che Luches è dipendente del gruppo consiliare come addetto alla segreteria.

### Coalizione di centro-destra
Il centro-destra, dopo un lungo periodo di incertezza, aveva annunciato l'intenzione di sostenere la ricandidatura di Renzo Tondo, già presidente della Regione tra il 2001 e il 2003, e tra il 2008 e il 2013. Nelle precedenti elezioni regionali Tondo era stato sconfitto da Debora Serracchiani per poco più di 2.000 voti. Tondo era stato da poco eletto, alle elezioni politiche del marzo 2018, nel collegio uninominale di Trieste per la Camera dei Deputati. Alla candidatura erano stati avvicinati, nel tempo, diversi altri esponenti locali della coalizione, come Massimiliano Fedriga e Riccardo Riccardi, e, fino all'ultimo, era stata paventata l'ipotesi che i vari partiti potessero sostenere candidati diversi. A seguito del permanere dell'incertezza fra i partiti della coalizione, successivamente è stato indicato quale candidato Massimiliano Fedriga, capogruppo della Lega Nord alla Camera dei deputati dal 2014. Fedriga è sostenuto anche da Forza Italia, Fratelli d'Italia, Autonomia Responsabile e Progetto FVG. Fratelli d'Italia si accorda col movimento Il Popolo della Famiglia, per l'inserimento di quattro candidati di quest'ultimo movimento nelle proprie liste elettorali. Il capolista per la circoscrizione di Trieste per Progetto FVG è Franco Bandelli, che si era candidato alla presidenza della Regione nel 2013.

### Movimenti autonomisti
Un ex presidente della Regione, Sergio Cecotti, ha annunciato la sua candidatura, a capo di un movimento autonomista, il Patto per l'Autonomia. Da alcuni esponenti autonomisti era stata ipotizzata la possibilità di sostenere Riccardo Illy, qualora avesse deciso di presentare la sua candidatura. Illy era stato poi avvicinato a una possibile candidatura sostenuta dal centro-sinistra. Infine ha deciso di optare per la candidatura per l'elezioni del 2018, per il Senato, appoggiato comunque dalla coalizione di centro-sinistra.
In seguito anche i Verdi invitano i loro simpatizzanti a votare per Cecotti.
Infine si era candidata anche Isa Dorigo, sostenuta da Acuile dal Friûl.

## I candidati alla presidenza

### Candidature ammesse
- Sergio Bolzonello, per Partito Democratico (PD), Open Sinistra FVG, Slovenska Skupnost (US-SSk) e Cittadini per Bolzonello Presidente (CpP);
- Sergio Cecotti, per Il Patto per l'Autonomia;[37]
- Massimiliano Fedriga, per Forza Italia (FI), Lega per Salvini Premier (LSP), Fratelli d'Italia (FdI), Progetto FVG e Autonomia responsabile (AR);
- Alessandro Fraleoni Morgera, per il Movimento 5 Stelle (M5S).

### Candidature escluse
L'ufficio competente della Regione esclude dal novero dei candidati Isa Dorigo del movimento Acuile dal Friûl, per l'insufficiente numero di firme raccolte per la candidatura.

## Elezioni politiche del 4 marzo
Nelle Elezioni politiche del 4 marzo 2018, tenute meno di due mesi prima della data delle elezioni regionali, nella circoscrizione per la Camera del Friuli-Venezia Giulia, che corrisponde al territorio regionale, i partiti di centro-destra (Lega, Forza Italia, Fratelli d'Italia, Noi con l'Italia - UDC) hanno ottenuto il 42,96% dei voti (42,97% di voti nei collegi uninominali), il Movimento 5 Stelle il 24,56%, mentre il centro-sinistra (Partito Democratico, +Europa, Civica Popolare e Italia Europa Insieme) il 23,05% (il 23,07% dei voti all'uninominale); Liberi e Uguali ha ottenuto il 3,20%, CasaPound l'1,27%, il Patto per l'Autonomia l'1,02%, le altre liste di sinistra l'1,25% e il Popolo della Famiglia lo 0,70%.

## Sondaggi
Questa sezione riporta in ordine cronologico i dati dei sondaggi elettorali relativi a questa consultazione. Le percentuali attribuite alle candidature sono relative alla parte del campione che esprime un'intenzione di voto. Dalla mezzanotte di venerdì 13 aprile 2018, scatta il divieto di rendere pubblici, o comunque diffondere, i risultati di sondaggi demoscopici sull'esito delle elezioni regionali.
| Data pubblicazione | Istituto  | Fedriga        | Fraleoni Morgera | Bolzonello | Cecotti | Indecisi |       |     |    |
| ------------------ | --------- | -------------- | ---------------- | ---------- | ------- | -------- | ----- | --- | -- |
| Data pubblicazione | Istituto  | 14 aprile 2018 | Swg              | 47-51      | 18-22   | Indecisi | 26-30 | 2-4 | 21 |
| 8 aprile 2018      | Demopolis | 45-51          | 21-27            | 22-28      | 1-5     | 20       |       |     |    |

## Numeri delle elezioni

### Affluenza
Sono chiamati al voto 1.107.415 elettori, suddivisi in 1.369 sezioni elettorali. Per circoscrizione elettorale, gli elettori risultano 212.168 a Trieste (su 276 sezioni); 118.817 a Gorizia (su 154 sezioni); 410.617 a Udine (su 492 sezioni); 82.220 a Tolmezzo (su 125 sezioni); 283.603 a Pordenone (su 322 sezioni). All'interno del corpo elettorale, a differenza delle elezioni politiche, fanno parte anche 156.166 elettori residenti all'estero, iscritti all'AIRE. Solo 280 si sono iscritti alle liste aggiuntive. Si sono recati al voto 549.390 elettori, pari al 49,61%, in calo dello 0,91% rispetto alle elezioni regionali del 2013, in cui si votò anche al lunedì. Il dato rappresenta comunque la più bassa partecipazione al voto, per questo tipo di elezioni. La maggior affluenza si è verificata nel comune di Terzo d'Aquileia, dove si votava anche per il referendum consultivo sulla fusione col comune di Aquileia, con il 64,42%. La minor affluenza è stata a Drenchia, con il 20,74%. Entrambi i comuni si trovano nella circoscrizione elettorale di Udine. Udine, dove si votava anche per le comunali, è l'ex capoluogo di provincia con la più alta affluenza (57,43%), mentre a Trieste si registra la partecipazione più bassa, con il 42,98%.

### Schede bianche e nulle
Le schede bianche e nulle sono state 11.432, pari al 2,08% dei voti espressi.

### Tabella riepilogativa
I dati sull'affluenza sono qui riepilogati:
| Circoscrizione | Aventi diritto | Affluenza        | Affluenza        | Affluenza        | Voti validi per presidente | Voti validi per le liste | Schede bianche | Schede nulle/contestate |
| -------------- | -------------- | ---------------- | ---------------- | ---------------- | -------------------------- | ------------------------ | -------------- | ----------------------- |
| Circoscrizione | Aventi diritto | ore 12           | ore 19           | Finale           | Voti validi per presidente | Voti validi per le liste | Schede bianche | Schede nulle/contestate |
| Trieste        | 212.168        | 35.047 (16,52%)  | 72.578 (34,21%)  | 92.702 (43,69%)  | 90.985 (98,15%)            | 71.396                   | 426 (0,46%)    | 1.291 (1,39%)           |
| Gorizia        | 118.817        | 21.517 (18,11%)  | 46.013 (38,73%)  | 60.338 (50,78%)  | 58.943 (97,69%)            | 45.262                   | 413 (0,68%)    | 982 (1,63%)             |
| Udine          | 410.607        | 79.443 (19,35%)  | 167.090 (40,69%) | 215.975 (52,60%) | 211.364 (97,87%)           | 166.489                  | 1.542 (0,71%)  | 3.069 (1,42%)           |
| Tolmezzo       | 82.220         | 13.556 (16,49%)  | 30.263 (36,81%)  | 39.118 (47,58%)  | 38.106 (97,41%)            | 32.380                   | 319 (0,82%)    | 693 (1,77%)             |
| Pordenone      | 283.603        | 50.576 (17,83%)  | 108.925 (38,41%) | 141.257 (49,81%) | 138.560 (98,09%)           | 107.395                  | 991 (0,71%)    | 1.706 (1,23%)           |
| Totale         | 1.107.415      | 200.139 (18,07%) | 424.769 (38,36%) | 549.390 (49,61%) | 536.958 (97,74%)           | 422.922                  | 3.691 (0,67%)  | 7.749 (1,41%)           |

## Risultati
|                                                                 | Massimiliano Fedriga ✔️ Presidente                              | 307 123                                                         | 57,09 | Lega                  | 147 464 | 34,87 | 17 |  |  |
| Forza Italia                                                    | Massimiliano Fedriga ✔️ Presidente                              | 307 123                                                         | 57,09 | 51 234                | 12,11   | 5     |    |  |  |
| Progetto FVG                                                    | Massimiliano Fedriga ✔️ Presidente                              | 307 123                                                         | 57,09 | 26 596                | 6,29    | 3     |    |  |  |
| Fratelli d'Italia                                               | Massimiliano Fedriga ✔️ Presidente                              | 307 123                                                         | 57,09 | 23 128                | 5,47    | 2     |    |  |  |
| Autonomia Responsabile                                          | Massimiliano Fedriga ✔️ Presidente                              | 307 123                                                         | 57,09 | 16 802                | 3,97    | 1     |    |  |  |
|                                                                 | Sergio Bolzonello                                               | 144 363                                                         | 26,84 | Partito Democratico   | 76 579  | 18,11 | 9  |  |  |
| Cittadini per Bolzonello Presidente                             | Sergio Bolzonello                                               | 144 363                                                         | 26,84 | 17 297                | 4,09    | 2     |    |  |  |
| Open Sinistra FVG                                               | Sergio Bolzonello                                               | 144 363                                                         | 26,84 | 11 715                | 2,77    | 1     |    |  |  |
| Slovenska Skupnost                                              | Sergio Bolzonello                                               | 144 363                                                         | 26,84 | 4 895                 | 1,16    | 1     |    |  |  |
| Seggio assegnato al candidato presidente classificatosi secondo | Seggio assegnato al candidato presidente classificatosi secondo | Seggio assegnato al candidato presidente classificatosi secondo | 26,84 | 1                     |         |       |    |  |  |
|                                                                 | Alessandro Fraleoni Morgera                                     | 62 776                                                          | 11,67 | Movimento 5 Stelle    | 29 862  | 7,06  | 4  |  |  |
|                                                                 | Sergio Cecotti                                                  | 23 696                                                          | 4,40  | Patto per l'Autonomia | 17 350  | 4,10  | 2  |  |  |
| Totale                                                          | Totale                                                          | 537 958                                                         | 100   |                       | 422 922 | 100   | 47 |  |  |
|                                                                 |                                                                 |                                                                 |       |                       |         |       |    |  |  |
| Schede bianche                                                  | Schede bianche                                                  | 3 691                                                           | 0,67  |                       |         |       |    |  |  |
| Schede nulle                                                    | Schede nulle                                                    | 7 729                                                           | 1,41  |                       |         |       |    |  |  |
| Votanti                                                         | Votanti                                                         | 549 390                                                         | 49,61 |                       |         |       |    |  |  |
| Elettori                                                        | Elettori                                                        | 1 107 415                                                       |       |                       |         |       |    |  |  |
|                                                                 |                                                                 |                                                                 |       |                       |         |       |    |  |  |
| Fonte: Regione Autonoma Friuli-Venezia Giulia                   |                                                                 |                                                                 |       |                       |         |       |    |  |  |

1. ↑  Lista non presente nel collegio di Trieste

|                |                |  |        |        |
| -------------- | -------------- |  | ------ | ------ |
| Lega Nord      | Lega Nord      |  | 34,91% | 34,91% |
| PD             | PD             |  | 18,11% | 18,11% |
| FI             | FI             |  | 12,06% | 12,06% |
| M5S            | M5S            |  | 7,06%  | 7,06%  |
| Progetto FVG   | Progetto FVG   |  | 6,29%  | 6,29%  |
| FdI            | FdI            |  | 5,49%  | 5,49%  |
| Patto per l'A. | Patto per l'A. |  | 4,09%  | 4,09%  |
| Cittadini      | Cittadini      |  | 4,07%  | 4,07%  |
| Aut. R         | Aut. R         |  | 3,97%  | 3,97%  |
| Open FVG       | Open FVG       |  | 2,78%  | 2,78%  |
| SSk            | SSk            |  | 1,16%  | 1,16%  |

|                  |                  |  |        |        |
| ---------------- | ---------------- |  | ------ | ------ |
| Fedriga          | Fedriga          |  | 57,09% | 57,09% |
| Bolzonello       | Bolzonello       |  | 26,84% | 26,84% |
| Fraleoni Morgera | Fraleoni Morgera |  | 11,67% | 11,67% |
| Cecotti          | Cecotti          |  | 4,40%  | 4,40%  |

### Composizione del consiglio regionale

Composizione del Consiglio Regionale del Friuli Venezia Giulia, dopo le elezioni tenutesi nel 2018.

La proclamazione dei consiglieri eletti avviene il 5 maggio 2018; il ritardo è determinato dal fatto che l'Ufficio elettorale regionale ha rilevato delle incongruenze in alcuni verbali di sezione, ciò che ha reso necessaria l'audizione di alcuni presidenti di sezione. La distribuzione dei seggi è stata contestata da Autonomia Responsabile che ne richiedeva due, in luogo del solo seggio attribuito.
Curiosamente risultano eletti 4 ex sindaci di capoluogo di provincia, uno per ognuno dei 4 ex capoluoghi: Roberto Cosolini (Trieste), Ettore Romoli (Gorizia), Furio Honsell (Udine) e Sergio Bolzonello (Pordenone).
| Collegio              | Lista                 | Eletto               | Preferenze |
| --------------------- | --------------------- | -------------------- | ---------- |
| Friuli-Venezia Giulia | Presidente eletto     | Massimiliano Fedriga | -          |
| Friuli-Venezia Giulia | Secondo classificato  | Sergio Bolzonello    | -          |
| Trieste               | Lega                  | Pierpaolo Roberti    | 2297       |
| Trieste               | Lega                  | Giuseppe Ghersinich  | 783        |
| Trieste               | Lega                  | Danilo Slokar        | 692        |
| Trieste               | Partito Democratico   | Francesco Russo      | 4376       |
| Trieste               | Partito Democratico   | Roberto Cosolini     | 2861       |
| Trieste               | Forza Italia          | Piero Camber         | 1051       |
| Trieste               | Fratelli d'Italia     | Claudio Giacomelli   | 1180       |
| Trieste               | Movimento 5 Stelle    | Andrea Ussai         | 775        |
| Trieste               | Slovenska Skupnost    | Igor Gabrovec        | 1358       |
| Gorizia               | Lega                  | Antonio Calligaris   | 1179       |
| Gorizia               | Lega                  | Diego Bernardis      | 846        |
| Gorizia               | Forza Italia          | Ettore Romoli        | 1966       |
| Gorizia               | Movimento 5 Stelle    | Ilaria Del Zovo      | 608        |
| Gorizia               | Partito Democratico   | Diego Moretti        | 1830       |
| Udine                 | Lega                  | Mauro Bordin         | 1986       |
| Udine                 | Lega                  | Leonardo Barbiero    | 1649       |
| Udine                 | Lega                  | Elia Miani           | 1430       |
| Udine                 | Lega                  | Alberto Budai        | 1288       |
| Udine                 | Lega                  | Maddalena Spagnolo   | 1068       |
| Udine                 | Lega                  | Lorenzo Tosolini     | 1032       |
| Udine                 | Partito Democratico   | Cristiano Shaurli    | 1857       |
| Udine                 | Partito Democratico   | Mariagrazia Santoro  | 1693       |
| Udine                 | Partito Democratico   | Franco Iacop         | 1659       |
| Udine                 | Forza Italia          | Pier Mauro Zanin     | 1910       |
| Udine                 | Forza Italia          | Franco Mattiussi     | 1322       |
| Udine                 | Progetto FVG          | Mauro Di Bert        | 2554       |
| Udine                 | Progetto FVG          | Sergio Emidio Bini   | 1332       |
| Udine                 | Aut. Responsabile     | Giuseppe Sibau       | 1211       |
| Udine                 | Cittadini             | Simona Liguori       | 1043       |
| Udine                 | Movimento 5 Stelle    | Cristian Sergo       | 518        |
| Udine                 | Open-Sinistra FVG     | Furio Honsell        | 1881       |
| Udine                 | Patto per l'Autonomia | Massimo Moretuzzo    | 1211       |
| Tolmezzo              | Lega                  | Stefano Mazzolini    | 4224       |
| Tolmezzo              | Lega                  | Barbara Zilli        | 2890       |
| Tolmezzo              | Partito Democratico   | Enzo Marsilio        | 1069       |
| Pordenone             | Lega                  | Stefano Zannier      | 2203       |
| Pordenone             | Lega                  | Simone Polesello     | 2040       |
| Pordenone             | Lega                  | Ivo Moras            | 1656       |
| Pordenone             | Lega                  | Stefano Turchet      | 1468       |
| Pordenone             | Partito Democratico   | Nicola Conficoni     | 1703       |
| Pordenone             | Partito Democratico   | Chiara Da Giau       | 1466       |
| Pordenone             | Cittadini             | Tiziano Centis       | 1340       |
| Pordenone             | Forza Italia          | Mara Piccin          | 1881       |
| Pordenone             | Fratelli d'Italia     | Alessandro Basso     | 1857       |
| Pordenone             | Movimento 5 Stelle    | Mauro Capozzella     | 590        |
| Pordenone             | Patto per l'Autonomia | Giampaolo Bidoli     | 395        |
| Pordenone             | Progetto FVG          | Christian Vaccher    | 834        |

### Distribuzione circoscrizionale del voto
| Candidato                   | Voti e percentuali | Voti e percentuali | Voti e percentuali | Voti e percentuali | Voti e percentuali |
| --------------------------- | ------------------ | ------------------ | ------------------ | ------------------ | ------------------ |
| Candidato                   | Trieste            | Gorizia            | Udine              | Tolmezzo           | Pordenone          |
| Massimiliano Fedriga        | 48.902 (53,75%)    | 30.144 (51,14%)    | 122.282 (57,85%)   | 25.162 (66,03%)    | 80.633 (58,19%)    |
| Sergio Bolzonello           | 27.697 (30,44%)    | 17.714 (30,05%)    | 50.024 (23,67%)    | 7.829 (20,55%)     | 41.099 (29,66%)    |
| Alessandro Fraleoni Morgera | 13.821 (15,19%)    | 9.726 (16,50%)     | 22.832 (10,80%)    | 3.172 (8,32%)      | 13.225 (9,54%)     |
| Sergio Cecotti              | 565 (0,62%)        | 1.359 (2,31%)      | 16.226 (7,68%)     | 1.943 (5,10%)      | 3.603 (2,60%)      |

| Coalizione            | Voti e percentuali | Voti e percentuali | Voti e percentuali | Voti e percentuali | Voti e percentuali |
| --------------------- | ------------------ | ------------------ | ------------------ | ------------------ | ------------------ |
| Coalizione            | Trieste            | Gorizia            | Udine              | Tolmezzo           | Pordenone          |
| Centro-destra         | 40.472 (56,69%)    | 25.308 (55,91%)    | 105.642 (63,45%)   | 23.194 (71,63%)    | 70.608 (65,75%)    |
| Centro-sinistra       | 24.075 (33,72%)    | 14.162 (31,29%)    | 38.853 (23,34%)    | 6.173 (19,06%)     | 27.223 (25,35%)    |
| Movimento 5 Stelle    | 6.849 (9,58%)      | 4.897 (10,82%)     | 10.142 (6,09%)     | 1.639 (5,06%)      | 6.335 (5,90%)      |
| Patto per l'Autonomia | Non presente       | 895 (1,98%)        | 11.852 (7,12%)     | 1.374 (4,24%)      | 3.229 (3,01%)      |

### Distribuzione del voto nelle maggiori città
| Candidato | Candidato                   | Voti e percentuali | Voti e percentuali | Voti e percentuali | Voti e percentuali |
| --------- | --------------------------- | ------------------ | ------------------ | ------------------ | ------------------ |
| Candidato | Candidato                   | Trieste            | Gorizia            | Udine              | Pordenone          |
|           | Massimiliano Fedriga        | 42.505 (54,65%)    | 7.971 (56,40%)     | 21.752 (48,37%)    | 10.665 (48,74%)    |
|           | Sergio Bolzonello           | 22.968 (29,53%)    | 3.762 (26,62%)     | 13.523 (30,07%)    | 8.955 (40,92%)     |
|           | Alessandro Fraeloni Morgera | 11.828 (15,21%)    | 2.089 (14,78%)     | 4.677 (10,40%)     | 2.022 (9,24%)      |
|           | Sergio Cecotti              | 477 (0,61%)        | 312 (2,21%)        | 5.019 (11,16%)     | 240 (1,10%)        |

| Coalizione | Coalizione            | Voti e percentuali | Voti e percentuali | Voti e percentuali | Voti e percentuali |
| ---------- | --------------------- | ------------------ | ------------------ | ------------------ | ------------------ |
| Coalizione | Coalizione            | Trieste            | Gorizia            | Udine              | Pordenone          |
|            | Centro-destra         | 35.175 (57,72%)    | 6.820 (61,71%)     | 17.282 (53,28%)    | 9.326 (58,26%)     |
|            | Centro-sinistra       | 19.922 (32,69%)    | 3.000 (27,15%)     | 9.812 (30,25%)     | 5.423 (33,90%)     |
|            | Movimento 5 Stelle    | 5.848 (9,60%)      | 1.042 (9,43%)      | 2.117 (6,53%)      | 1.061 (6,63%)      |
|            | Patto per l'Autonomia | Non presente       | 189 (1,71%)        | 3.224 (9,94%)      | 189 (1,18%)        |

## Esito delle elezioni
In relazione all'esito delle elezioni il 3 maggio 2018 Massimiliano Fedriga, candidato del centro-destra, è stato proclamato Presidente del Friuli-Venezia Giulia. Fedriga ha presentato la giunta il 18 maggio. Il 22 maggio 2018, nel corso della prima seduta, Ettore Romoli, di Forza Italia, è stato eletto Presidente del Consiglio regionale. Il neopresidente del Consiglio decede il 14 giugno 2018. Il 16 luglio Pier Mauro Zanin è eletto quale nuovo presidente del Consiglio. Nel frattempo, il 5 luglio, il TAR respinge il ricorso presentato da Franco Bandelli di Progetto Fvg e Lanfranco Sette di Fratelli d'Italia, nei confronti dei consiglieri eletti Sergio Bini (Progetto FVG) e Claudio Giacomelli (Fdi). Col ricorso, si contestava il conteggio dei resti per l'attribuzione dei seggi.

### Tabella riepilogativa
| N. | Ritratto | Ritratto | Nome (Nascita-Morte)         | Mandato       | Mandato       | Partito | Giunta    | Composizione                                      |
| -- | -------- | -------- | ---------------------------- | ------------- | ------------- | ------- | --------- | ------------------------------------------------- |
| 1° |          |          | Massimiliano Fedriga (1980-) | 3 maggio 2018 | 7 aprile 2023 | Lega    | Fedriga I | LSP (6)-FI (2)-FdI (1)- Progetto FVG (1)-Ind. (1) |

## Galleria d'immagini

Distacco tra il primo e il secondo candidato